# Carla Barbarella
Carla Barbarella (ur. 4 lutego 1940 w Magione) – włoska polityk i politolog, posłanka do Parlamentu Europejskiego I i II kadencji.

## Życiorys
Ukończyła studia politologiczne. Pracowała m.in. w instytucjach Wspólnot Europejskich. Zaangażowała się w działalność polityczną w ramach Włoskiej Partii Komunistycznej. W 1979 i 1984 wybierano ją posłanką do Parlamentu Europejskiego, przystąpiła do Grupy Sojuszu Komunistycznego. Była wiceprzewodniczącą Komisji Budżetowej (1984–1987) i Delegacji ds. stosunków z państwami Ameryki Południowej (1985–1987), a także członkiem m.in. Komisji ds. Rozwoju i Współpracy oraz Komisji ds. Kontroli Budżetu. Po odejściu z Europarlamentu działała m.in. w kooperatywie społecznej Alisei oraz zasiadała w zrzeszeniu organizacji pozarządowych Associazione Italiana delle Organizzazioni Non Governative.